# Рысин, Иван Иванович

## Биография
Родился 29 декабря 1953 года в деревне Кырчим-Копки Селтинского района Удмуртской АССР. В 1971 году, окончив Селтинскую среднюю школу, И.И. Рысин поступил на географическое отделение факультета естествознания Удмуртского государственного педагогического института (УГПИ). Благодаря отличной учебе и активной научной работе в 1975 году он был удостоен Ленинской стипендии, а также получил почетную награду от ЦК ВЛКСМ — возможность сфотографироваться с ветеранами Великой Отечественной войны у Знамени Победы в Москве.
В 1976 году И.И. Рысин с отличием завершил обучение в Удмуртском государственном университете (УдГУ), который в 1972 году был преобразован из УГПИ, получив квалификацию «Географ. Преподаватель географии».  В 1982 году защитил кандидатскую диссертацию по теме «Почвенная и овражная эрозия на территории Удмуртской АССР» (ЛГУ). В ходе работы над кандидатской диссертацией И.И. Рысин разработал систему мониторинга эрозионных процессов на территории Удмуртской Республики. По масштабу наблюдений и продолжительности исследований эта система не имеет аналогов как в России, так и за рубежом. В 1999 году защитил докторскую диссертацию «Пространственные и временные закономерности развития овражной эрозии на востоке Русской равнины» (ГУЗ, Москва).

## Научная и педагогическая деятельность
С 1976 года работает в Удмуртском государственном университете.
2000 - 2010 гг. -  декан географического факультета УдГУ.
2007 - 2014 гг. - заведующий кафедрой физической географии и ландшафтной экологии.
1990 - 2024 гг. -  председатель Удмуртского республиканского отделения Русского географического общества.
Член Общественной палаты Удмуртской Республики (с 2013).
<ref>И.И. Рысин — автор и соавтор свыше 450 научных и научно-методических работ, включая тезисы конференций. Среди них 17 монографий, 11 учебных пособий, 291 публикация зарегистрирована в elibrary.ru, а 229 — в РИНЦ.
За период 2018–2022 гг. им опубликовано 61 работа, в том числе:
8 статей в журналах перечня ВАК РФ, 12 публикаций в изданиях, индексируемых международными базами Scopus и Web of Science, включая высокорейтинговые зарубежные журналы.